# 암반등급
암반등급(Rock Mass Rating, RMR)은 1974년에 Z.T. 비에니스키가 제안한 정량적인 암반분류 방법이다.
RMR을 통하여 얻을 수 있는 정보는 대략 다음과 같다.
1. 암반공동의 무지보 유지시간
2. 현지 암반의 점찰력, 마찰각, 변형계수
3. 지보하중

## 개요
RMR은 현장이나 시추자료에서 구할 수 있는 6가지 변수(암석강도, RQD, 불연속면 간격, 불연속면 상태, 지하수 상태, 불연속면의 상대적 방향)에 대해 점수를 주어 암반을 분류하고 평가한다.
각 점수는 강도15 간격20 상태30 rqd 20 지하수상태15점이 최대이며 합계점수에 따라 1등급부터 5등급까지 분류한다(매우양호 양호 보통 불량 매우불량)

## 같이 보기
- Q시스템